# Titas (rivière)
La rivière Titas est une rivière transfrontalière d'Inde et du Bangladesh d'une longueur de 98 km. Elle prend sa source dans l'État du Tripura puis se jette dans la Meghna au Bangladesh.

## Source de la traduction
- (en) Cet article est partiellement ou en totalité issu de l’article de Wikipédia en anglais intitulé « Titas River » (voir la liste des auteurs).